# كايلا مولر
كايلا جين ميولر (بالإنجليزية: Kayla Jean Mueller) وهي ناشطة حقوق إنسان أمريكية وعاملة في المساعدات الإنسانية ولدت في يوم 14 أغسطس 1988 في بلدة بريسكوت (أريزونا) في الولايات المتحدة، عملت في سوريا واختطفت في أغسطس 2013 في حلب من قبل تنظيم الدولة الإسلامية في العراق والشام بعد تركها لمستشفى أطباء بلا حدود وقُتلت في يوم 6 فبراير 2015.
كما اتهم تنظيم الدولة الأردن بقتلها من خلال عملياته التي أطلق عليها اسم عملية الشهيد معاذ الكساسبة.

## اقرأ أيضاً
- جيمس فولي
- ستيفن سوتلوف